# Stepan Razine (film, 1939)
Pour plus de détails, voir Fiche technique et Distribution.
Stepan Razine (Степан Разин) est un film soviétique réalisé par Ivan Pravov et Olga Preobrajenskaïa, sorti en 1939,.

## Fiche technique
- Photographie : Valentin Pavlov, Samuil Rubachkin
- Musique : Aleksandr Varlamov
- Décors : Vladimir Egorov
- Montage : G. Slavatinskaia